# Mervyn Richards
Mervyn Charles Richards (* 8. November 1953) ist ein aus Antigua und Barbuda stammender Fußballspieler und Politiker der United Progressive Party.

## Familie und Ausbildung
Richards wurde als Sohn von Malcolm und Grathel Richards geboren. Er hat zwei Brüder, darunter den Cricketspieler Viv Richards. Er ist verheiratet und Vater von drei Kindern. Seine schulische Ausbildung erhielt Richards an der Ms. Ross Primary School, der St. Michael's School und der Antigua Grammar School.

## Karriere als Spieler

### Verein
Schon als Kind spielte Richards mit seinen Brüdern Fußball. Ab 1969 spielte er in der Premier League seines Heimatlandes. Zwischen 1973 und 1978 spielte er für den Supa Stars FC. In dieser Zeit wurde er zwei Mal Fußballmeister. 1979 wechselte er zum Lion Hill Spliff FC. Dort war er bis 1983 aktiv. In der Saison 1982/83 wurde er mit der Mannschaft erneut Fußballmeister. 1984 wechselte er in die Vereinigten Staaten und gehörte bis 1989 dem Kader des Cavaliers Football Club an, bevor er wieder in seine Heimat zurückkehrte und beim Wadadli FC anheuerte. 1994 beendete er seine Karriere als Spieler beim Lion Hill Spliff FC.

### Nationalmannschaft
Richards bestritt für die Fußballnationalmannschaft von Antigua und Barbuda über 50 Spiele, in denen er etwa 30 Tore erzielte.

## Karriere als Trainer und Funktionär
Noch während seiner aktiven Zeit begann Richards Jugendmannschaften zu trainieren. Zwischen 2004 und 2008 war er Vorsitzender der Antigua and Barbuda Football Association.

## Politische Karriere
Am 15. März 2013 wurde Richards zunächst in den Senat von Antigua und Barbuda berufen. Im Kabinett von Premierminister Winston Baldwin Spencer zeichnete Richards dann für das Ressort Sport verantwortlich. Als dieses Ministerium Ende 2013 aufgelöst wurde, wechselte er zum 1. November 2013 als Staatssekretär in das Büro des Premierministers, wo er für die Bereiche Sport und Freizeitaktivitäten zuständig war. Bei den Unterhauswahlen 2014 trat Richards als Kandidat der United Progressive Party im Wahlkreis St. John’s City South an, unterlag jedoch gegen den Amtsinhaber Steadroy Benjamin.